# Ай ёрум биё
«Ай ёрум биё» — сингл таджикского певца Муборакшо Мирзошоева.
Существуют альтернативные варианты произношения на разных языках и диалектах, включая «Ай Яром Биё» и «Ай Йорам Биё», перевод: «Приходи, моя милая».
Сингл был выпущен в 1988 году на таджикском языке и стал основным на свадьбах во всей Средней Азии.

## Кавер-версия
В 2008 году группа Kiosk выпустила сингл «Ay yarom bia» (персидский : ای یارم بیا), для своего третьего альбома.
В релизе Мохсен Намджу выступает в качестве приглашенного певца.
Официальный видеоклип Мостафы Херави сопровождается кадрами из известного сюрреалистического фильма армянского режиссёра Сергея Параджанова «Цвет граната».

## Ремиксы
На персидскую версию было сделано множество ремиксов, в том числе один, сделанный Сэмом Фарсио, известным как Socio Robots.
Он приписывается Сэму Фарсио и Арнольду из Мумбаи, также известным как «Socio Robots».
Еще один ремикс на песню — «Ай Яром Биа (Pyro & DJ Ferry Remix)».